# Loi relative à la gestion de la crise sanitaire
Lire en ligne

sur legifrance.gouv.fr

Loi du 31 mai 2021 relative à la gestion de la sortie de crise sanitaire Loi du 10 novembre 2021 portant diverses dispositions de vigilance sanitaire
La loi du 5 août 2021 relative à la gestion de la crise sanitaire, dite « loi sur l'extension du passe sanitaire », est une des lois adoptées en France pour ralentir la pandémie de Covid-19.
Faisant suite aux annonces du président de la République le 12 juillet 2021, le projet de loi est adopté par le Parlement après cinq jours de discussions. Le 5 août, le Conseil constitutionnel rend sa décision et la loi est promulguée.

## Vote

### Assemblée nationale (1relecture)
| Groupe | Groupe                                                      | Pour | Contre | Abstention | Votants/Total |
| ------ | ----------------------------------------------------------- | ---- | ------ | ---------- | ------------- |
|        | Groupe Gauche démocrate et républicaine (GDR)               | 0    | 10     | 0          | 10/16         |
|        | Groupe La France insoumise (LFI)                            | 0    | 12     | 0          | 12/17         |
|        | Groupe socialistes et apparentés (SOC)                      | 0    | 9      | 0          | 9/29          |
|        | Groupe Libertés et territoires (LT)                         | 0    | 5      | 1          | 6/17          |
|        | Groupe La République en marche (LREM)                       | 80   | 5      | 2          | 87/270        |
|        | Groupe Mouvement démocrate et démocrates apparentés (MoDem) | 21   | 1      | 0          | 22/58         |
|        | Groupe Agir ensemble (AE)                                   | 10   | 0      | 0          | 10/22         |
|        | Groupe UDI et indépendants (UDI)                            | 1    | 1      | 5          | 5/19          |
|        | Groupe Les Républicains (LR)                                | 5    | 33     | 18         | 56/105        |
|        |                                                             |      |        |            |               |
|        | Non-inscrits (NI)                                           | 0    | 10     | 4          | 14/22         |
|        |                                                             |      |        |            |               |
| Total  | Total                                                       | 117  | 86     | 28         | 231/575       |

### Sénat (1relecture)
| Groupe | Groupe                                                                    | Pour | Contre | Abstention | Votants/Total |
| ------ | ------------------------------------------------------------------------- | ---- | ------ | ---------- | ------------- |
|        | Groupe communiste républicain citoyen et écologiste (CRCE)                | 0    | 15     | 0          | 15/15         |
|        | Groupe écologiste – solidarité et territoires (EST)                       | 0    | 11     | 0          | 11/12         |
|        | Groupe socialiste, écologiste et républicain (SER)                        | 0    | 64     | 0          | 64/65         |
|        | Groupe du Rassemblement démocratique et social européen (RDSE)            | 7    | 3      | 4          | 14/15         |
|        | Groupe Rassemblement des démocrates, progressistes et indépendants (RDPI) | 20   | 2      | 0          | 22/23         |
|        | Groupe Les Indépendants – République et territoires (LIRT)                | 13   | 0      | 0          | 13/13         |
|        | Groupe Union centriste (UC)                                               | 48   | 5      | 3          | 56/56         |
|        | Groupe Les Républicains (LR)                                              | 111  | 22     | 13         | 146/147       |
|        |                                                                           |      |        |            |               |
|        | Non-inscrits (RASNAG)                                                     | 0    | 1      | 0          | 1/2           |
|        |                                                                           |      |        |            |               |
| Total  | Total                                                                     | 199  | 123    | 20         | 342/348       |

### Assemblée nationale (texte de la commission mixte paritaire)
| Groupe | Groupe                                                      | Pour | Contre | Abstention | Votants/Total |
| ------ | ----------------------------------------------------------- | ---- | ------ | ---------- | ------------- |
|        | Groupe Gauche démocrate et républicaine (GDR)               | 0    | 11     | 0          | 11/16         |
|        | Groupe La France insoumise (LFI)                            | 0    | 11     | 0          | 11/17         |
|        | Groupe socialistes et apparentés (SOC)                      | 0    | 4      | 1          | 5/29          |
|        | Groupe Libertés et territoires (LT)                         | 0    | 3      | 1          | 4/17          |
|        | Groupe La République en marche (LREM)                       | 100  | 0      | 0          | 100/270       |
|        | Groupe Mouvement démocrate et démocrates apparentés (MoDem) | 35   | 1      | 1          | 37/58         |
|        | Groupe Agir ensemble (AE)                                   | 9    | 0      | 0          | 9/22          |
|        | Groupe UDI et indépendants (UDI)                            | 6    | 3      | 5          | 14/19         |
|        | Groupe Les Républicains (LR)                                | 6    | 17     | 5          | 28/105        |
|        |                                                             |      |        |            |               |
|        | Non-inscrits (NI)                                           | 0    | 10     | 1          | 11/22         |
|        |                                                             |      |        |            |               |
| Total  | Total                                                       | 156  | 60     | 14         | 230/575       |

### Sénat (texte de la commission mixte paritaire)
| Groupe | Groupe                                                                    | Pour | Contre | Abstention | Votants/Total |
| ------ | ------------------------------------------------------------------------- | ---- | ------ | ---------- | ------------- |
|        | Groupe communiste républicain citoyen et écologiste (CRCE)                | 0    | 15     | 0          | 15/15         |
|        | Groupe écologiste – solidarité et territoires (EST)                       | 0    | 11     | 0          | 11/12         |
|        | Groupe socialiste, écologiste et républicain (SER)                        | 0    | 65     | 0          | 65/65         |
|        | Groupe du Rassemblement démocratique et social européen (RDSE)            | 10   | 3      | 1          | 14/15         |
|        | Groupe Rassemblement des démocrates, progressistes et indépendants (RDPI) | 20   | 2      | 0          | 22/23         |
|        | Groupe Les Indépendants – République et territoires (LIRT)                | 13   | 0      | 0          | 13/13         |
|        | Groupe Union centriste (UC)                                               | 45   | 7      | 4          | 56/56         |
|        | Groupe Les Républicains (LR)                                              | 107  | 26     | 12         | 145/147       |
|        |                                                                           |      |        |            |               |
|        | Non-inscrits (RASNAG)                                                     | 0    | 0      | 0          | 0/2           |
|        |                                                                           |      |        |            |               |
| Total  | Total                                                                     | 195  | 129    | 17         | 341/348       |

## Contenu

### ChapitreIer: Dispositions générales (articles 1 à 11)
- Article 1 :
  - régime de sortie de l'état d'urgence sanitaire prorogé jusqu'au 15 novembre 2021 (la date de fin était avant fixée au 30 septembre) ;
  - extension du passe sanitaire ;
- Article 3 : aucune justification de motif impérieux ne peut être exigée d'un Français pour entrer sur le territoire français ;
- Article 9 : dispositions déclarées non conformes à la Constitution : le texte adopté par le Parlement prévoyait une obligation d'isolement pour les personnes faisant l'objet d'un test positif à la Covid-19[7].

### Chapitre II: Vaccination obligatoire (articles 12 à 19)
- Article 12 : liste des personnes concernées ;
- Article 14 : interdiction d'activités pour les personnes non vaccinées et suspension du contrat de travail ;
- Article 16 : sanctions ;
- Article 17 : autorisation d'absence pour se rendre aux rendez-vous médicaux liés aux vaccinations contre la Covid-19.

### Chapitre III: Dispositions diverses (articles 20 à 21)
- Article 21 : contrôle parlementaire.